# 一球成名2
《一球成名2》（英語：Goal II: Living the Dream）是足球電影一球成名三部曲的第二部電影。

## 劇情
圣地亚哥·梅尼斯（Santiago Muñez）在英超俱乐部紐卡素度过一个成功的赛季后转会到了西甲的皇家马德里，开始了新赛季的征程。在这部影片中，梅尼斯在踏上成为顶级球星的路上，和好友基雲（Gavin Harris）與及皇马陣中顶级球员一起在欧洲聯賽冠軍盃中大显身手。另一方面，名利双收的他也日渐卷入到种种私人问题：与经理人的决裂，还有投怀送抱的美女、糜烂的私生活等等，而他更與失踪多年的母親在西班牙重逢。他将如何迎接这些挑战？

## 角色
- 古洛·碧加 – 山迪阿高·梅里斯（Santiago Munez）
- 艾歷山度·尼禾拉 – 基雲（Gavin）
- 安娜·費利爾 – 羅斯（Roz）
- 斯蒂芬·迪兰 – 格連（Glen）
- 魯格·豪爾 – 雲達美爾（Rudi Van Der Merwe）
- 尼克·加农 – TJ哈柏（TJ Harper，阿森纳球員）

### 真實足球圈人士
- 贝克汉姆
- 巴普蒂斯塔
- 卡西利亚斯
- 基里夫臣
- 古蒂
- 伊万·埃尔格拉
- 柏雲
- 佩雷斯
- 塞尔吉奥·拉莫斯
- 劳尔
- 罗比尼奥
- 罗纳尔多
- 米歇尔·萨尔加多
- 乔纳森·伍德盖特
- 齐达内

## 外部連結
- 官方網頁
- 體育電影資料庫